# Napothera crispifrons
La ratina roquera (Napothera crispifrons) es una especie de ave paseriforme de la familia Pellorneidae endémica propia del sudeste de Asia.

## Distribución y hábitat
Se la encuentra en China, Laos, Birmania, Tailandia, y Vietnam. Su hábitat natural son los bosques bajos húmedos subtropicales.